# Gentleman
«Gentleman» és una cançó K-pop del música sud-coreà Psy llançada el 12 d'abril de 2013 (KST), com a 19è senzill del cantant. És el següent senzill després de l'èxit mundial del senzill "Gangnam Style", el qual al moment del llançament de "Gentleman" s'havia vist més d'1,5 bilions de vegades a YouTube. La primera actuació en públic de la cançó, amb el seu respectiu ball, va tenir lloc a les 18:30 a l'Estadi de la Copa del Món de Seül a Seül. Es va llançar un pòster i un missatge a Twitter contenint la frase principal de la cançó "I'm a mother f••••• gentleman"; Més tard, es va revelar que la paraula era "father".
A data de 31 de juliol de 2013, el vídeo s'ha vist més de 500 milions de vegades a YouTube. Ha fet els rècords a YouTube de més reproduccions en les primeres 24 hores, més reproduccions en 24 hores, vídeo més ràpid en arribar a 100 milions de reproduccions, vídeo més ràpid en arribar a 200 milions de reproduccions, com també de 300 milions de reproduccions. La cançó ha arribat al número 1 a les llistes en tres països diferents i ha encapçalat les llistes a iTunes en 40 països.